# Rechnungsabgrenzung
Als Rechnungsabgrenzung wird in der Betriebswirtschaftslehre und im Rechnungswesen eine Bilanzierung bezeichnet, bei der Aufwand und Ertrag demjenigen Geschäftsjahr zugeordnet werden, dem sie wirtschaftlich zugehören, unabhängig davon, ob der Zahlungsvorgang in einem anderen Geschäftsjahr stattgefunden hat oder stattfinden wird.
Die Rechnungsabgrenzung erfüllt den Bilanzierungsgrundsatz der periodengerechten Gewinnermittlung, wonach Aufwand und Ertrag in derjenigen Rechnungsperiode bilanziert werden müssen, in der sie realisiert werden. Dadurch wird in der Gewinn- und Verlustrechnung der Periodenerfolg richtig dargestellt. Durch die Richtigkeit wird zugleich auch der Bilanzierungsgrundsatz der Bilanzwahrheit erfüllt. Im weiteren Sinne gehören auch Rückstellungen zur Rechnungsabgrenzung, weil der Aufwand im laufenden Geschäftsjahr anfällt, die Zahlung – wenn überhaupt – aber in späteren Geschäftsjahren geleistet werden muss.
Zu einer Rechnungsabgrenzung kann es kommen, wenn in Verträgen Fälligkeiten, Fristen, Laufzeiten, Vorauszahlungen oder spätere Zahlungsziele vereinbart werden oder Leistung und Gegenleistung nicht Zug um Zug stattfinden und dazwischen ein Bilanzstichtag liegt.

## Arten
Unterschieden werden zwei Arten der Rechnungsabgrenzung:
- Transitorische Posten (lateinisch transire, „hinübergehen“): Bereits geleistete oder vereinnahmte Zahlungen gehören als Aufwand oder Ertrag in das nächste Geschäftsjahr.

Beispiel für den Bilanzstichtag 31. Dezember: Die Geschäftsraummiete wird im November vertragsgemäß im Voraus gezahlt für das nächste Geschäftsjahr.
- Antizipative Posten (lateinisch anticpare, „vorwegnehmen“): Noch nicht geleistete oder vereinnahmte Zahlungen, die aber als Aufwand oder Ertrag in das laufende Geschäftsjahr gehören.

Beispiel für den Bilanzstichtag 31. Dezember: Die Miete für Dezember wird erst am 2. Januar des darauffolgenden Geschäftsjahres durch Dauerauftrag bezahlt.
Zunächst wird im laufenden Geschäftsjahr bei beiden Arten der Geschäftsvorfall gebucht. Am Bilanzstichtag (meist der 31. Dezember) erfolgt dann die Korrektur durch Buchung der Rechnungsabgrenzung. Bei transitorischen Posten gibt es die „aktive Rechnungsabgrenzung“ für den Zahlungspflichtigen und die „passive Rechnungsabgrenzung“ für den Zahlungsempfänger. Hierüber verbucht werden alle Zahlungsausgänge und Zahlungseingänge, die das neue Geschäftsjahr betreffen. Bei antizipativen Posten gibt es „sonstige Forderungen“ für den Zahlungsempfänger und „sonstige Verbindlichkeiten“ für den Zahlungspflichtigen.

## Rechtsgrundlagen
Rechtsgrundlage ist im Handelsrecht das Periodisierungsprinzip des § 252 Abs. 1 Nr. 5 HGB, wonach lediglich transitorische Posten als Rechnungsabgrenzung gelten. Denn auf der Aktivseite sind Ausgaben vor dem Bilanzstichtag auszuweisen, soweit sie Aufwand für eine bestimmte Zeit nach diesem Tag darstellen (§ 250 Abs. 1 HGB) bzw. auf der Passivseite sind Einnahmen vor dem Bilanzstichtag auszuweisen, soweit sie Ertrag für eine bestimmte Zeit nach diesem Tag darstellen (§ 250 Abs. 2 HGB). Nach § 252 Abs. 1 Nr. 5 HGB sind Aufwand und Ertrag des Geschäftsjahrs unabhängig von den Zeitpunkten der entsprechenden Zahlungen im Jahresabschluss zu berücksichtigen. Die Bilanzposition für transitorische Posten heißt „Rechnungsabgrenzungsposten“ (Aktiva: § 266 Abs. 2 lit. C; Passiva: § 266 Abs. 3 lit. D).
Im Steuerrecht wird gemäß § 5 Abs. 5 EStG die Rechnungsabgrenzung ausdrücklich ebenfalls auf transitorische Posten beschränkt. Mit dem Jahressteuergesetz 2022 wurde das Wahlrecht eingeführt, bei Ausgaben oder Einnahmen, die den Betrag des § 6 Absatz 2 Satz 1 EStG (Stand Juni 2024: 800,00 EUR netto) nicht übersteigen, auf eine Abgrenzung zu verzichten. Dieses Wahlrecht muss für alle Einnahmen und Ausgaben einheitlich ausgeübt werden (§ 5 Abs. 5 Satz 1 Nr. 2 EStG). Die geänderte Fassung ist erstmals für Wirtschaftsjahre zu berücksichtigen, die nach dem 31. Dezember 2021 enden.

## Buchungen

### Aktive Rechnungsabgrenzung
Die aktive Rechnungsabgrenzung (Abkürzung ARA; die Posten der ARA werden entsprechend ARAP abgekürzt) ist eine Forderung. Sie entsteht, wenn ein Aufwand des neuen Jahres bereits im alten Jahr eine Ausgabe darstellt. Das Konto der aktiven Rechnungsabgrenzung ist ein Aktivkonto.
Merksatz: Ausgabe jetzt, Aufwand später = Aktiver Rechnungsabgrenzungsposten
Wird zum Beispiel im Dezember eine Vorauszahlung für die Januar-Miete geleistet, wird wie folgt gebucht:
1. Bei der Zahlung
| Mietaufwand | an | Bank |

2. im Jahresabschluss (der Aufwand wird neutralisiert, ARAP wird gebildet)
| ARAP (oder auch Transitorische Aktiva) | an | Mietaufwand (= Raumaufwand) |

3. im Januar (der Aufwand wird in die richtige Periode gebucht, ARAP wird aufgelöst)
| Mietaufwand (= Raumaufwand) | an | ARAP (oder auch Transitorische Aktiva) |

In automatisierten Buchführungssystemen werden die Mieten zunächst unabhängig von der Zahlung kreditorisch gebucht. Die Zahlung wird dann erfolgsneutral gegen das Kreditorenkonto gebucht. In der Praxis können sich dann folgende Buchungssätze ergeben:
1. Bei Rechnungseingang (in diesem Fall: Die „Dauermietrechnung“)
| Mietaufwand (= Raumaufwand) | an | Verbindlichkeiten aus Lief. u. Leistg. (= Kreditoren) |

2. Bei der Zahlung
| Verbindlichkeiten aus Lief. u. Leistg. (= Kreditoren) | an | Bank |

3. im Jahresabschluss (wird der Kreditorensaldo neutralisiert, ARAP wird gebildet)
| ARAP (oder auch Transitorische Aktiva) | an | Mietaufwand (= Raumaufwand) |

4. im Januar (der Aufwand wird in die richtige Periode gebucht, ARAP wird aufgelöst)
| Mietaufwand (= Raumaufwand) | an | ARAP (oder auch Transitorische Aktiva) |

### Passive Rechnungsabgrenzung

Erträge des neuen Jahres, die im alten Jahr bereits Einnahmen sind, zum Beispiel Vorauszahlungen von Kunden, werden auf Konten für passive Rechnungsabgrenzung (Abkürzung: PRA, einzelne Posten: PRAP) gebucht. Sie begründen Leistungsverbindlichkeiten, also Ansprüche der Kunden oder anderer Gläubiger an Leistungen des Unternehmens. Die Buchung auf den Erlös- und Forderungskonten entspricht der oben aufgezeigten Buchungslogik.
Beispiel 1:

Ein Fitness-Studio (Geschäftsjahr vom 1. Januar bis 31. Dezember) verkauft am 1. Dezember 2008 eine Jahreskarte für 600 €. Das Geld wird sofort bar bezahlt. Das Studio hat dann also für das Jahr 2008 eigentlich 550 € „zu viel“ eingenommen. Diese anteiligen 550 € für die Zeit von Januar bis November 2009 gehören erfolgsmäßig nicht in das Geschäftsjahr 2008, sondern in das Jahr 2009 (zumal der Kunde im Jahr 2009 u. a. auch die Duschen benutzt und dafür im Jahr 2009 Kosten verursacht, ohne im Jahr 2009 erneut dafür zu bezahlen.) Da die vollen 600 € aber schon auf dem Bankkonto des Studios eingegangen sind, werden die anteiligen 550 € für das nächste Jahr als Rechnungsabgrenzungsposten bilanziert.
Das Fitness-Studio hat also am 31. Dezember 2008 eine Art „Verbindlichkeit“ in Leistung – es schuldet dem Kunden noch das Recht, das Studio 11 Monate zu nutzen, ohne dass er dafür erneut bezahlen muss.
Beispiel 2:

Ein Werbeunternehmen verpflichtet sich gegenüber einem Auftraggeber, für 5 Jahre seine Werbung zu präsentieren. Der Werbevertrag beginnt am 1. Januar. Hierfür bezahlt der Auftraggeber bereits im ersten Jahr 10.000 €. Das Werbeunternehmen erhält also 8.000 € für eine noch nicht erbrachte Leistung und verpflichtet sich, die Leistung in den nächsten 4 Jahren ebenfalls zu erbringen. Im ersten Jahr ergibt die Rechnungsabgrenzung für das Werbeunternehmen Einnahmen von lediglich 2.000 €, da die 8.000 € zu je 1/4 auf die nächsten vier Jahre verteilt werden. Die Erstellung der Werbemedien (1.500 €) sowie die zu bezahlenden Provisionen (2.500 €) an einen freien Handelsvertreter erfolgt bereits im ersten Jahr in Höhe von 4.000 €. Somit ergibt sich durch die passive Rechnungsabgrenzung für das erste Jahr ein Verlust in Höhe von 2.000 (Verlustvortrag), da die Ausgaben sofort geltend gemacht werden können (4.000 €) und als Einnahme lediglich 2.000 € (1/5 des Gesamtbetrages für 5 Jahre) verbucht werden.
Transitorische und antizipative Posten
In der Bilanz werden so abgegrenzte Werte separat als sogenannte Rechnungsabgrenzungsposten auf beiden Bilanzseiten ausgewiesen. Diese Bilanzpositionen werden auch transitorische Posten genannt, weil sie im alten Jahr erfolgte Ausgaben und Einnahmen für noch zu erbringende oder zu erhaltende Leistungen buchhalterisch ins neue Jahr übertragen (Zahlungswirksamkeit – also Geldfluss – im alten Jahr, für eine Erfolgswirksamkeit – also Leistung – im neuen Jahr).
Der umgekehrte Fall wird über die sogenannten antizipativen Posten abgebildet. Dies sind im alten Jahr erfolgte Leistungen, die erst im neuen Jahr zu Einnahmen und Ausgaben führen (Geldfluss im neuen Jahr für eine Leistung im alten Jahr). Die Erfolgswirksamkeit wird hier also vorweggenommen. Ein Beispiel hierfür sind Zinserträge für das alte Jahr, die erst im neuen Jahr zur Zahlung fällig werden. Gemäß § 250 HGB und § 5 Abs. 5 EStG sind antizipative Posten nicht als RAP zu führen. In der Bilanzgliederung sind hierfür die Positionen „sonstige Forderungen“ (auf der Aktivseite) und „sonstige Verbindlichkeiten“ (auf der Passivseite) vorgesehen.
Disagio
Während im Regelfall für die Bilanz Ansatzpflicht für Rechnungsabgrenzungsposten besteht, sieht § 250 Abs. 3 HGB ein Aktivierungswahlrecht für das Disagio vor. Wird dieses als ARA aufgenommen, kann es über die gesamte Kreditlaufzeit abgeschrieben werden. Dies ist sachgerecht, weil das Disagio ein Zinsäquivalent ist, das über den Zeitraum der Kapitalnutzung verteilt wird. Dagegen ist steuerrechtlich eine Aktivierungspflicht vorgesehen.

## Übersicht
Der Bilanzierungsgrundsatz der periodengerechten Gewinnermittlung wird wie folgt eingehalten:
| Bilanzposition              | Vor dem Bilanzstichtag | Nach dem Bilanzstichtag |
| --------------------------- | ---------------------- | ----------------------- |
| aktive Rechnungsabgrenzung  | Ausgabe                | Aufwand                 |
| passive Rechnungsabgrenzung | Einnahme               | Ertrag                  |
| sonstige Forderungen        | Ertrag                 | Einnahme                |
| sonstige Verbindlichkeiten  | Aufwand                | Ausgabe                 |
| Rückstellungen              | Aufwand                | Ausgabe                 |

Die Rechnungsabgrenzung zielt darauf ab, die Einnahmen zeitlich demjenigen Geschäftsjahr zuzuordnen, in dem der Ertrag realisiert werden muss und die Ausgaben dem Geschäftsjahr zugeordnet werden, zu welchem der Aufwand wirtschaftlich gehört. Ausgaben und Einnahmen verändern die Liquidität und den Cashflow, Aufwand und Ertrag verändern die Ertragslage.

## International
Gleichlautende Regelungen gibt es für Österreich in § 198 Abs. 5,6 UGB und für die Schweiz in Art. 958b OR.
In dem internationalen Rechnungslegungsstandard IFRS ist das Periodisierungsprinzip (englisch accrual principle) in IAS 1.25 kodifiziert. Eine Rechnungsabgrenzung darf nur vorgenommen werden, wenn sie zu einem Vermögenswert (englisch asset) oder einer Verbindlichkeit (englisch liability) führt (IAS 1.26). Eine besondere Bilanzposition „Rechnungsabgrenzung“ gibt es nach dem Gliederungsschema nicht (IAS 1.68). Beim Disagio wird nach IFRS lediglich das ausgezahlte Darlehen als Verbindlichkeit ausgewiesen, in den Folgejahren wird das Disagio durch Aufzinsung der Verbindlichkeit pro rata temporis zugeschrieben. Kapitalmarktorientierte Kapitalgesellschaften müssen in allen EU-Mitgliedstaaten bei ihrer Rechnungslegung die IFRS-Vorschriften beachten (in Deutschland: § 315e HGB).

## Wirtschaftliche Aspekte
Die Rechnungsabgrenzung dient auch der Erfüllung des Periodisierungsprinzips und des Realisationsprinzips. Da Aufwand und Ertrag in der Gewinn- und Verlustrechnung verbucht werden, wird der Jahresüberschuss oder Jahresfehlbetrag durch die Rechnungsabgrenzung zutreffend ausgewiesen, so dass auch die hierauf anfallenden Ertragsteuern periodengerecht sind.